# Abo-Toge
 Abo-Toge  é uma montanha do Japão na cordilheira que separa as províncias de Hlda e Etchu da de Sinano.